# Wilfried Jentzsch
Wilfried Jentzsch (* 31. März 1941 in Dresden) ist ein deutscher Komponist.

## Leben
Jentzsch besuchte die Dresdner Kreuzschule und war Mitglied des berühmten Kreuzchores. Er studierte Dirigieren, Komposition und Violoncello an der Hochschule für Musik Carl Maria von Weber Dresden. Danach war er Meisterschüler bei Rudolf Wagner-Régeny und Paul Dessau an der Akademie der Künste zu Berlin. Es folgten Studien in Elektronischer Musik bei Hans Ulrich Humpert an der Hochschule für Musik und Tanz Köln. Von 1976 bis 1981 studierte er bei Iannis Xenakis an der Pariser Sorbonne und promovierte in Musikästhetik. Gleichzeitig forschte er am IRCAM und Centre d’Etudes de Mathématique et Automatique Musicales.
Ab 1983 lehrte er am Meistersinger-Konservatorium in Nürnberg und gründete ein Computermusik-Studio. 1993 wurde er Direktor des Studios für Elektronische Musik in Dresden. Er ist Mitglied der Internationalen Gesellschaft für Neue Musik und Gründungsmitglied der Deutschen Gesellschaft für Elektroakustische Musik. Von 1995 bis 2000 war er Vorsitzender der Gesellschaft für Neue Musik Sachsen. 1998 war er Composer in Residence an der Capital University in Columbus (Ohio).